# اليجي
اليجي قرية سوريّة تتبع إداريّاً لمحافظة حلب منطقة عفرين ناحية شران، بلغ تعداد سكانها 160 نسمة حسب التعداد السكاني لعام 2004.